# Видосава Ковачевић
Видосава Ковачевић (Београд, 15. мај 1889 — Београд, 11. септембар 1913) била је српска сликарка, једна од првих српских сликарки које су се школовале у Паризу. Припадала је кругу стваралаца са почетка 20. века, окупљених око Уметничко-занатске школе и професора Ристе и Бете Вукановић, као и Марка Мурата. Стварала је у кратком периоду, од 1905. до 1913. године, током ког је прешла пут од реализма до импресионизма. Захваљујући интензивном колориту и енергичном сликарском гесту, у последњим радовима њено сликарство се приближава експресионизму.

## Биографија
Видосава Ковачевић рођена је 1889. године у угледној београдској породици. Њени родитељи били су српски историчар и политичар Љубомир Ковачевић и његова жена Драгиња Драга. Имали су шесторо деце. Сина Владету, који је 1912. године погинуо у Кумановској бици и пет ћерки, од којих је једна била Милица Ракић, супруга песника Милана Ракића, тадашњег конзула у Приштини. Сву њихову децу крстио је Стојан Новаковић, тадашњи председник Српске академије науке и један од најзнаменитијих српских интелектуалаца.
Школовање је започела 1895. године у Варошкој основној школи а затим завршила Девојачку школу (1899—1905), где јој је наставник цртања био сликар Риста Вукановић. На његову сугестију 1903. похађала је часове цртања, а уметничко образовање започела 1905. године на Уметничко-занатској школи у Београду.

### Студије уметности
У Уметничко-занатској школи Видосави су предавали водећи српски сликари тога времена, Марко Мурат, Риста и Бета Вукановић, Драгутин Инкиостри и Ђорђе Јовановић. Завршила је општи курс (1905—1906), специјални курс сликарства (1906—1909), курс за учитеље цртања и лепог писања (1909—1910) и стекла највише уметничко образовање у ондашњој Србији. Летње распусте (1909—1911) проводила је код сестре Милице у Приштини. У Београду је сликала у природи, понекад са групом уметника окупљених око Косте Миличевића, а најчешће са Аном Маринковић, са којом је студирала. У фебруару 1912. године отишла је у Париз да настави школовање. Неколико месеци похађала је приватну школу Роси и Академију Жилијен, а у септембру 1912. године конкурисала у Школи лепих уметности. На пријемном испиту била је осма од 120 кандидата и једина међу примљеним кандидатима са јужнословенских простора.

### Изненадна смрт
У новембру 1912. године вратила се у Београд због погибије брата Владете Ковачевића. На путу се разболела од грипа који је добила у Гаторију на француско-шпанској граници, где је провела лето. Отишла је у Ницу на опоравак, али се вратила у Београд и умрла од галопирајуће туберкулозе, убрзо пошто је иста болест однела и њену сестру Јелу.

## Сликарски рад
Видосава Ковачевић једна је од првих српских сликара који су се школовали у Паризу. Њен сликарски развој кретао се од школских поука у стилу академизма, преко сецесијске стилизације, рада у пленеру, својственог импресионистима, до фазе експресивног колорита и снажног потеза. Припадала је првој генерацији српских ликовних уметника која је успела да у потпуности превазиђе конзервативни академизам 19. века и без проблема кореспондира са најсавременијим тенденцијама европске културе. Еминентни српски историчар уметности и ликовни критичар Лазар Трифуновић за Видосаву је рекао да је „један од најлепших талената српске модерне”.

### Прва фаза
Стручно образовање Видосава је започела 1905. године на Уметничко-занатској школи у Београду. Тој фази школовања припадају цртежи, акварели, уља на платну и везови настали у периоду између 1905. и 1910. године. На делима насталим током школовања се препознаје наставни програм школе и велики утицај професора — минхенских ђака и првих српских модерниста, Ристе и Бете Вукановић и Марка Мурата. Ови радови сведоче о цртачком сазревању и постепеном прелазу са традиционалног ликовног језика на модернија и слободнија решења. Радови из тог периода одликују се сигурним цртежом, студиозношћу, изузетним смислом за композицију и добро савладаном анатомијом. Показала је и изузетан смисао за вајарство, али је портретно сликарство остало доминантан жанр до краја њеног живота. Ликове је постављала на тамну позадину, бавећи се искључиво реалистичном обрадом светлог лица. Јасном и детаљном обрадом физиономије остајала је у оквиру поука академизма.

### Друга фаза
Дела насликана у Београду, непосредно након завршетка школовања и она које је сликала током боравка у Паризу припадају другој фази стваралаштва. У овом периоду, који је трајао свега две године (1911—1912) трагала је за личним ликовним изразом. Под утицајем Косте Миличевића ослобађала је потез, уносила богатији колорит и расветљавала палету. Посебну пажњу поклањала је психологији личности, карактерологији покрета, емоционалности и душевном стању. На њима се може уочити осамостаљење сликарског језика младе уметнице и издвајање потеза као основног носиоца сликарског израза. У овом периоду Видосава Ковачевић достиже врхунац свог ликовног језика и стила, те се дела из ове фазе могу сматрати највреднијим достигнућима њеног опуса. Међу њима су најзначајнија: Студија за портрет, Банаћанин, Предео са мостом, Плажа и Глава девојчице.

## Изложбе
Видосава Ковачевић излагала је на годишњим изложбама Уметничко-занатске школе у Београду, организованим у периоду од 1908. до 1911. године. За живота није имала самосталну изложбу. Њена дела су приказана у оквиру Прве изложбе радова Удружења ратних сликара и вајара 1912—1918, 1940. године у Београду.
У изложбе посвећене српском сликарству прве половине 20. века и женама у српском сликарству укључена је тек 70-их година 20. века. Изложбе су организоване у Београду, Москви и широм тадашње Социјалистичке Републике Србије.
Године 2007. њена дела изложена су у оквиру изложбе „Импресионизам у Србији”, у Галерији савремених ликовних уметности у Нишу, заједно са делима још петнаест најистакнутијих сликара, представника овог правца у српском сликарству.
Ретроспективне изложбе:
- Народном музеју у Ваљеву (1988)
- Спомен-збирка Павла Бељанског (2000)[2]
- Народни музеј у Зрењанину (2011)[1]

## Ревалоризација стваралаштва Видосаве Ковачевић
Видисава Ковачевић умрла је веома млада, са 24 године, када је њен сликарски рад био тек у узлету. Због тога није успела да се позиционира међу српсим сликарима. Велики број радова изгубљен је у Првом светском рату, а неке од најбољих однела је у Париз, тако да је готово пала у заборав. Кључну улогу у ревалоризацији њеног стваралаштва одиграо је Павле Бељански, српски дипломата и чувени колекционар. Знајући за његову колекционарску страст, Милица Ракић му је показала слике своје рано преминуле сестре, а он је, истанчаним осећајем, открио у њима уметницу специфичних вредности, заслужну да уђе у његову антологију. Формирајући своју колекцију и отварајући је за јавност, Павле Бељански је у борби за боље и исправније вредновање националне уметности двадесетог века увео једну до тада готово непознату сликарку, Видосаву Ковачевић.

### Сликарски опус Видосаве Ковачевић
Дела Видосаве Ковачевић данас се чувају у Спомен-збирци Павла Бељанског, Галерији Матице српске у Новом Саду, Уметничка галерија „Надежда Петровић” у Чачку, Народни музеј у Ваљеву, Народни музеј у Београду и Музеј града Београда и њена породица.

### Најзначајнија дела
- Фриз пауна (1907/8, Спомен-збирка Павла Бељанског)
- Фриз лабудова (1907/8, Спомен-збирка Павла Бељанског)
- Фриз фазана (1907/8, Спомен-збирка Павла Бељанског)
- Двор у Топчидеру (1908, Музеј града Београда)
- Портрет Оливере Ковачевић (1908, приватна својина)
- Глава девојке (1909, Спомен-збирка Павла Бељанског)
- Женски портрет (1909, Спомен-збирка Павла Бељанског)
- Студија старице (1910, Спомен-збирка Павла Бељанског)
- Ковачи (1910, Спомен-збирка Павла Бељанског)
- Девојка у ентеријеру (1910, Музеј града Београда)
- Портрет сељака са шајкачом (1910, Музеј града Београда)
- Девојчица у плавом — Мирзача (1910, Музеј града Београда)
- Портрет циганке (1910, Музеј града Београда)
- Муслиманка у врту (1910, Музеј града Београда)
- Портрет дечака (1910, Народни музеј у Београду)
- Млада жена с црним велом (1910, Народни музеј у Београду)
- Портрет старице у црном (1910, Народни музеј у Београду)
- Портрет младе жене у плавом (1910, Народни музеј у Београду)
- Портрет Томе Гаваза (1910, приватна својина)
- Старица (1910, приватна својина)
- Мртва природа (1911, Народни музеј у Београду)
- Топчидер (1911, Музеј града Београда)
- Банаћанин (1911, Спомен-збирка Павла Бељанског)
- Кровови (1911, Спомен-збирка Павла Бељанског)
- Пејзаж (1911, Спомен-збирка Павла Бељанског)
- Портрет жене са шеширом — Аутопортрет (1910, Уметничка галерија „Надежда Петровић”)
- Портрет девојке (1911, Уметничка галерија „Надежда Петровић”)
- Портрет дечака (1911, Уметничка галерија „Надежда Петровић”)
- Портрет старца (1911, Народни музеј у Ваљеву)
- Портрет Милана Ракића (1911, Галерија Матице српске)
- Глава девојчице (1912, Спомен-збирка Павла Бељанског)
- Плажа (1912, Народни музеј у Београду)
- Предео са мостом (1912, Народни музеј у Београду)